# Đội tuyển bóng đá quốc gia Congo
Đội tuyển bóng đá quốc gia Congo (tiếng Pháp: Équipe du Congo de football) là đội tuyển cấp quốc gia của Cộng hoà Congo do Liên đoàn bóng đá Congo quản lý.
Trận thi đấu quốc tế đầu tiên của đội tuyển Congo là trận đấu gặp Réunion vào năm 1960, đội thi đấu với cái tên Congo thuộc Bỉ. Thành tích tốt nhất của đội cho đến nay là chức vô địch Cúp bóng đá châu Phi 1972 và tấm huy chương vàng của đại hội Thể thao toàn Phi 1965.

## Danh hiệu
- Cúp bóng đá châu Phi: 1

Vô địch: 1972
- Bóng đá nam tại African Games: 1

 Đại hội Thể thao toàn Phi 1965

## Thành tích quốc tế

### Giải bóng đá vô địch thế giới
- 1930 đến 1962 - Không tham dự
- 1966 - FIFA không cho tham dự
- 1970 - Không tham dự
- 1974 đến 1978 - Không vượt qua vòng loại
- 1982 đến 1990 - Không tham dự
- 1994 đến 2022 - Không vượt qua vòng loại

### Cúp bóng đá châu Phi
| Cúp bóng đá châu Phi | Cúp bóng đá châu Phi     | Cúp bóng đá châu Phi     | Cúp bóng đá châu Phi     | Cúp bóng đá châu Phi     | Cúp bóng đá châu Phi     | Cúp bóng đá châu Phi     | Cúp bóng đá châu Phi     | Cúp bóng đá châu Phi     |
| Năm                  | Vòng                     | Hạng                     | Pld                      | W                        | D                        | L                        | GF                       | GA                       |
| -------------------- | ------------------------ | ------------------------ | ------------------------ | ------------------------ | ------------------------ | ------------------------ | ------------------------ | ------------------------ |
| 1957                 | Không tham dự            | Không tham dự            | Không tham dự            | Không tham dự            | Không tham dự            | Không tham dự            | Không tham dự            | Không tham dự            |
| 1959                 | Không tham dự            | Không tham dự            | Không tham dự            | Không tham dự            | Không tham dự            | Không tham dự            | Không tham dự            | Không tham dự            |
| 1962                 | Không tham dự            | Không tham dự            | Không tham dự            | Không tham dự            | Không tham dự            | Không tham dự            | Không tham dự            | Không tham dự            |
| 1963                 | Không tham dự            | Không tham dự            | Không tham dự            | Không tham dự            | Không tham dự            | Không tham dự            | Không tham dự            | Không tham dự            |
| 1965                 | Không tham dự            | Không tham dự            | Không tham dự            | Không tham dự            | Không tham dự            | Không tham dự            | Không tham dự            | Không tham dự            |
| 1968                 | Vòng 1                   | 7th                      | 3                        | 0                        | 0                        | 3                        | 2                        | 8                        |
| 1970                 | Không tham dự            | Không tham dự            | Không tham dự            | Không tham dự            | Không tham dự            | Không tham dự            | Không tham dự            | Không tham dự            |
| 1972                 | Vô địch                  | 1st                      | 5                        | 3                        | 1                        | 1                        | 9                        | 5                        |
| 1974                 | Tứ kết                   | 4th                      | 5                        | 2                        | 1                        | 2                        | 7                        | 10                       |
| 1976                 | Không vượt qua vòng loại | Không vượt qua vòng loại | Không vượt qua vòng loại | Không vượt qua vòng loại | Không vượt qua vòng loại | Không vượt qua vòng loại | Không vượt qua vòng loại | Không vượt qua vòng loại |
| 1978                 | Vòng 1                   | 7th                      | 3                        | 0                        | 1                        | 2                        | 1                        | 4                        |
| 1980                 | Không vượt qua vòng loại | Không vượt qua vòng loại | Không vượt qua vòng loại | Không vượt qua vòng loại | Không vượt qua vòng loại | Không vượt qua vòng loại | Không vượt qua vòng loại | Không vượt qua vòng loại |
| 1982                 | Không vượt qua vòng loại | Không vượt qua vòng loại | Không vượt qua vòng loại | Không vượt qua vòng loại | Không vượt qua vòng loại | Không vượt qua vòng loại | Không vượt qua vòng loại | Không vượt qua vòng loại |
| 1984                 | Không vượt qua vòng loại | Không vượt qua vòng loại | Không vượt qua vòng loại | Không vượt qua vòng loại | Không vượt qua vòng loại | Không vượt qua vòng loại | Không vượt qua vòng loại | Không vượt qua vòng loại |
| 1986                 | Không vượt qua vòng loại | Không vượt qua vòng loại | Không vượt qua vòng loại | Không vượt qua vòng loại | Không vượt qua vòng loại | Không vượt qua vòng loại | Không vượt qua vòng loại | Không vượt qua vòng loại |
| 1988                 | Không vượt qua vòng loại | Không vượt qua vòng loại | Không vượt qua vòng loại | Không vượt qua vòng loại | Không vượt qua vòng loại | Không vượt qua vòng loại | Không vượt qua vòng loại | Không vượt qua vòng loại |
| 1990                 | Không tham dự            | Không tham dự            | Không tham dự            | Không tham dự            | Không tham dự            | Không tham dự            | Không tham dự            | Không tham dự            |
| 1992                 | Tứ kết                   | 5th                      | 3                        | 0                        | 2                        | 1                        | 2                        | 3                        |
| 1994                 | Không vượt qua vòng loại | Không vượt qua vòng loại | Không vượt qua vòng loại | Không vượt qua vòng loại | Không vượt qua vòng loại | Không vượt qua vòng loại | Không vượt qua vòng loại | Không vượt qua vòng loại |
| 1996                 | Không vượt qua vòng loại | Không vượt qua vòng loại | Không vượt qua vòng loại | Không vượt qua vòng loại | Không vượt qua vòng loại | Không vượt qua vòng loại | Không vượt qua vòng loại | Không vượt qua vòng loại |
| 1998                 | Không vượt qua vòng loại | Không vượt qua vòng loại | Không vượt qua vòng loại | Không vượt qua vòng loại | Không vượt qua vòng loại | Không vượt qua vòng loại | Không vượt qua vòng loại | Không vượt qua vòng loại |
| 2000                 | Vòng 1                   | 11th                     | 3                        | 0                        | 2                        | 1                        | 0                        | 1                        |
| 2002                 | Không vượt qua vòng loại | Không vượt qua vòng loại | Không vượt qua vòng loại | Không vượt qua vòng loại | Không vượt qua vòng loại | Không vượt qua vòng loại | Không vượt qua vòng loại | Không vượt qua vòng loại |
| 2004                 | Không vượt qua vòng loại | Không vượt qua vòng loại | Không vượt qua vòng loại | Không vượt qua vòng loại | Không vượt qua vòng loại | Không vượt qua vòng loại | Không vượt qua vòng loại | Không vượt qua vòng loại |
| 2006                 | Không vượt qua vòng loại | Không vượt qua vòng loại | Không vượt qua vòng loại | Không vượt qua vòng loại | Không vượt qua vòng loại | Không vượt qua vòng loại | Không vượt qua vòng loại | Không vượt qua vòng loại |
| 2008                 | Không vượt qua vòng loại | Không vượt qua vòng loại | Không vượt qua vòng loại | Không vượt qua vòng loại | Không vượt qua vòng loại | Không vượt qua vòng loại | Không vượt qua vòng loại | Không vượt qua vòng loại |
| 2010                 | Không vượt qua vòng loại | Không vượt qua vòng loại | Không vượt qua vòng loại | Không vượt qua vòng loại | Không vượt qua vòng loại | Không vượt qua vòng loại | Không vượt qua vòng loại | Không vượt qua vòng loại |
| 2012                 | Không vượt qua vòng loại | Không vượt qua vòng loại | Không vượt qua vòng loại | Không vượt qua vòng loại | Không vượt qua vòng loại | Không vượt qua vòng loại | Không vượt qua vòng loại | Không vượt qua vòng loại |
| 2013                 | Không vượt qua vòng loại | Không vượt qua vòng loại | Không vượt qua vòng loại | Không vượt qua vòng loại | Không vượt qua vòng loại | Không vượt qua vòng loại | Không vượt qua vòng loại | Không vượt qua vòng loại |
| 2015                 | Tứ kết                   | 5th                      | 4                        | 2                        | 1                        | 1                        | 6                        | 6                        |
| 2017                 | Không vượt qua vòng loại | Không vượt qua vòng loại | Không vượt qua vòng loại | Không vượt qua vòng loại | Không vượt qua vòng loại | Không vượt qua vòng loại | Không vượt qua vòng loại | Không vượt qua vòng loại |
| 2019                 | Không vượt qua vòng loại | Không vượt qua vòng loại | Không vượt qua vòng loại | Không vượt qua vòng loại | Không vượt qua vòng loại | Không vượt qua vòng loại | Không vượt qua vòng loại | Không vượt qua vòng loại |
| 2021                 | Không vượt qua vòng loại | Không vượt qua vòng loại | Không vượt qua vòng loại | Không vượt qua vòng loại | Không vượt qua vòng loại | Không vượt qua vòng loại | Không vượt qua vòng loại | Không vượt qua vòng loại |
| 2023                 | Không vượt qua vòng loại | Không vượt qua vòng loại | Không vượt qua vòng loại | Không vượt qua vòng loại | Không vượt qua vòng loại | Không vượt qua vòng loại | Không vượt qua vòng loại | Không vượt qua vòng loại |
| 2025                 | Chưa xác định            | Chưa xác định            | Chưa xác định            | Chưa xác định            | Chưa xác định            | Chưa xác định            | Chưa xác định            | Chưa xác định            |
| 2027                 | Chưa xác định            | Chưa xác định            | Chưa xác định            | Chưa xác định            | Chưa xác định            | Chưa xác định            | Chưa xác định            | Chưa xác định            |
| Tổng cộng            | 1 lần vô địch            | 7/30                     | 26                       | 7                        | 8                        | 8                        | 27                       | 37                       |

### Đại hội Thể thao toàn Phi
- 1965 - Vô địch
- 1973 - Vòng bảng
- 1978 - Không vượt qua vòng loại
- 1987 - Không vượt qua vòng loại

## Đội hình
Đội hình tham dự vòng loại World Cup 2022 gặp Namibia và Sénégal vào tháng 11 năm 2021.
Số liệu thống kê tính đến ngày 14 tháng 11 năm 2021 sau trận gặp Sénégal.
| Số | VT | Cầu thủ              | Ngày sinh (tuổi)  | Trận | Bàn | Câu lạc bộ              |
| -- | -- | -------------------- | ----------------- | ---- | --- | ----------------------- |
|    | TM | Christoffer Mafoumbi | 3 tháng 3, 1994   | 31   | 0   | Mosta                   |
|    | TM | Pavelh Ndzila        | 12 tháng 1, 1995  | 11   | 0   | Étoile du Congo         |
|    | TM | Giscard Mavoungou    | 30 tháng 11, 1999 | 0    | 0   | Diables Noirs           |
|    |    |                      |                   |      |     |                         |
|    | HV | Varel Rozan          | 9 tháng 9, 1992   | 18   | 0   | Vita Club               |
|    | HV | Carof Bakoua         | 9 tháng 9, 1993   | 16   | 2   | Diables Noirs           |
|    | HV | Ravy Tsouka          | 23 tháng 12, 1994 | 11   | 0   | Helsingborgs IF         |
|    | HV | Prince Mouandza      | 23 tháng 10, 2001 | 5    | 1   | Otohô                   |
|    | HV | Bradley Mazikou      | 2 tháng 6, 1996   | 4    | 0   | CSKA Sofia              |
|    | HV | Morgan Poaty         | 15 tháng 7, 1997  | 1    | 0   | Seraing                 |
|    | HV | Francis Nzaba        | 3 tháng 12, 2002  | 0    | 0   | Diables Noirs           |
|    |    |                      |                   |      |     |                         |
|    | TV | Durel Avounou        | 25 tháng 9, 1997  | 18   | 0   | Le Mans                 |
|    | TV | Harvy Ossété         | 18 tháng 8, 1999  | 14   | 0   | Diables Noirs           |
|    | TV | Gaius Makouta        | 25 tháng 7, 1997  | 10   | 1   | Beroe                   |
|    | TV | Antoine Makoumbou    | 18 tháng 7, 1998  | 3    | 0   | Maribor                 |
|    | TV | Nolan Mbemba         | 19 tháng 2, 1995  | 2    | 0   | Le Havre                |
|    |    |                      |                   |      |     |                         |
|    | TĐ | Prestige Mboungou    | 10 tháng 7, 2000  | 13   | 0   | Abha                    |
|    | TĐ | Guy Mbenza           | 1 tháng 4, 2000   | 8    | 1   | Wydad Casablanca        |
|    | TĐ | Dylan Saint-Louis    | 26 tháng 4, 1995  | 7    | 1   | Hatayspor               |
|    | TĐ | Mavis Tchibota       | 7 tháng 5, 1996   | 7    | 0   | Ludogorets Razgrad      |
|    | TĐ | Béni Makouana        | 28 tháng 9, 1999  | 4    | 0   | Montpellier             |
|    | TĐ | Yann Mabella         | 22 tháng 2, 1996  | 2    | 0   | Racing Union Luxembourg |
|    | TĐ | Wilfrid Nkaya        | 17 tháng 9, 1999  | 0    | 0   | Otohô                   |
|    | TĐ | Jacques Témopelé     | 8 tháng 2, 1998   | 0    | 0   | Vita Club               |

### Triệu tập gần đây
| Vt | Cầu thủ                   | Ngày sinh (tuổi)  | Số trận | Bt | Câu lạc bộ         | Lần cuối triệu tập              |
| -- | ------------------------- | ----------------- | ------- | -- | ------------------ | ------------------------------- |
| TM | Marly Prince Koubassanath | 10 tháng 4, 1999  | 0       | 0  | Trepça '89         | v. Namibia; 11 November 2021PRE |
| TM | Trey Vimalin              | 28 tháng 1, 2001  | 0       | 0  | Reims              | v. Niger; 9 June 2021           |
|    |                           |                   |         |    |                    |                                 |
| HV | Erving Botaka             | 5 tháng 10, 1998  | 0       | 0  | Ufa                | v. Namibia; 11 November 2021PRE |
| HV | Raddy Ovouka              | 7 tháng 12, 1999  | 2       | 0  | Hearts of Oak      | v. Sénégal; 7 September 2021    |
| HV | Baron Kibamba             | 23 tháng 3, 1998  | 12      | 0  | Sevilla            | v. Sénégal; 7 September 2021    |
| HV | Béranger Itoua            | 9 tháng 5, 1992   | 15      | 0  | Sohar              | v. Niger; 9 June 2021           |
|    |                           |                   |         |    |                    |                                 |
| TV | Prince Obongo             | 21 tháng 2, 1997  | 5       | 0  | Diables Noirs      | v. Namibia; 11 November 2021PRE |
| TV | Chandrel Massanga         | 17 tháng 8, 1999  | 5       | 0  | Otohô              | v. Namibia; 11 November 2021PRE |
| TV | Scott Bitsindou           | 11 tháng 5, 1996  | 0       | 0  | Lierse Kempenzonen | v. Sénégal; 7 September 2021    |
| TV | Christopher Missilou      | 18 tháng 7, 1992  | 3       | 0  | Newport County     | v. Sénégal; 7 September 2021    |
| TV | Durel Avounou             | 25 tháng 9, 1997  | 15      | 0  | Le Mans            | v. Namibia; 2 September 2021PRE |
|    |                           |                   |         |    |                    |                                 |
| TĐ | Merveil Ndockyt           | 20 tháng 7, 1996  | 21      | 1  | NK Osijek          | v. Namibia; 11 November 2021PRE |
| TĐ | Yhoan Andzouana           | 13 tháng 12, 1996 | 4       | 0  | DAC 1904           | v. Namibia; 11 November 2021PRE |
| TĐ | Silvère Ganvoula M'boussy | 22 tháng 6, 1996  | 16      | 3  | VfL Bochum         | v. Namibia; 11 November 2021PRE |
| TĐ | Dylan Bahamboula          | 22 tháng 5, 1995  | 11      | 0  | Oldham Athletic    | v. Namibia; 11 November 2021PRE |
| TĐ | Lorry Nkolo               | 22 tháng 6, 1991  | 10      | 4  | Diables Noirs      | v. Namibia; 11 November 2021PRE |
| TĐ | Prince Ibara              | 7 tháng 2, 1996   | 15      | 4  | Bengaluru          | v. Sénégal; 7 September 2021    |
| TĐ | Kévin Koubemba            | 23 tháng 3, 1993  | 8       | 0  | Sabah              | v. Niger; 9 June 2021           |

INJ Rút lui vì chấn thương